# 尼維 (利維夫區)
50°13′5″N 23°34′12″E / 50.21806°N 23.57000°E
尼維（羅馬化：Nyvy）是烏克蘭西部的村莊，隸屬利維夫州的利維夫區。該村面積5.3平方公里，海拔高度270米，2001年人口207，人口密度每平方公里39.06人。